# Fornos do Pinhal
Fornos do Pinhal é uma povoação portuguesa sede da Freguesia de Fornos do Pinhal do Município de Valpaços, freguesia com 11,14 km² de área e 320 habitantes (censo de 2021), tendo, por isso, uma densidade populacional de 28,7 hab./km²

## Demografia
A população registada nos censos foi:
| Distribuição da População por Grupos Etários | Distribuição da População por Grupos Etários | Distribuição da População por Grupos Etários | Distribuição da População por Grupos Etários | Distribuição da População por Grupos Etários |
| -------------------------------------------- | -------------------------------------------- | -------------------------------------------- | -------------------------------------------- | -------------------------------------------- |
| Ano                                          | 0-14 Anos                                    | 15-24 Anos                                   | 25-64 Anos                                   | > 65 Anos                                    |
| 2001                                         | 48                                           | 32                                           | 155                                          | 112                                          |
| 2011                                         | 36                                           | 31                                           | 121                                          | 132                                          |
| 2021                                         | 18                                           | 28                                           | 161                                          | 113                                          |